# Irwin
Irwin ist ein männlicher Vorname, der auch als Familienname gebräuchlich ist. Er ist die englische Variante des Vornamens Erwin.

## Namensträger

### Vorname

#### Irwin
- Irwin Allen (1916–1991), US-amerikanischer Film- und Fernsehproduzent
- Irwin Goodman (Antti Yrjö Hammarberg; 1943–1991), finnischer Musiker
- Irwin Alan Kniberg (Alan King; 1927–2004), US-amerikanischer Komödiant und Schauspieler
- Irwin Kostal (1911–1994), US-amerikanischer Komponist und Dirigent
- Irwin Rose (1926–2015), US-amerikanischer Biochemiker
- Irwin Scheiner (1931–2021), US-amerikanischer Historiker und Japanologe
- Irwin Shaw (1913–1984), US-amerikanischer Schriftsteller
- Irwin Winkler (* 1931), US-amerikanischer Filmproduzent und Regisseur

#### Irving
- Irving Berlin (1888–1989), US-amerikanischer Komponist
- Irving Brodsky (1901–1998), US-amerikanischer Jazzpianist
- Irving Fields (1915–2016), US-amerikanischer Pianist
- Irving Friedman (1903–1981), US-amerikanischer Jazzmusiker
- Irving John Good (1916–2009), britischer Mathematiker und Kryptologe
- Irving Gordon (1915–1996), US-amerikanischer Liedtexter und Komponist
- Irving Kaufman (1890–1976), US-amerikanischer Sänger
- Irving Penn (1917–2009), US-amerikanischer Fotograf
- Irving Sandler (1925–2018), US-amerikanischer Kunsthistoriker
- Irving Stone (1903–1989), US-amerikanischer Schriftsteller

### Familienname
- Alistair Irwin (* 1948), britischer Generalleutnant
- Andrew Irwin (* 1993), US-amerikanischer Leichtathlet
- Arthur Irwin (1858–1921), US-amerikanischer Baseballspieler
- Ashton Irwin (* 1994), australischer Sänger und Schlagzeuger
- Bernard John Dowling Irwin (1830–1917), amerikanischer Militärarzt
- Bert Irwin (1917–2006), kanadischer Skirennläufer
- Bill Irwin (Skisportler) (William Archibald Irwin; 1920–2013), kanadischer Skisportler
- Bill Irwin (Schauspieler) (William Mills Irwin; * 1950), US-amerikanischer Schauspieler
- Bindi Irwin (* 1998), australische Naturschutzbiologin Schauspielerin, TV-Moderatorin, Sängerin und Tänzerin; Tochter von Steve Irwin (Doku-Moderator)
- Cecil Irwin (1902–1935), US-amerikanischer Jazzmusiker
- Chris Irwin (* 1942), britischer Formel-1-Fahrer
- Clint Irwin (* 1989), US-amerikanischer Fußballtorhüter
- Colin Irwin (* 1957), englischer Fußballspieler
- Dave Irwin (* 1954), kanadischer Skirennläufer
- David Irwin (* 1959), irischer Rugby-Union-Spieler
- Deedra Irwin (* 1992), US-amerikanische Biathletin
- Denis Irwin (* 1965), irischer Fußballspieler
- Dennis Irwin (1951–2008), US-amerikanischer Jazzbassist
- Donald Jay Irwin (1926–2013), US-amerikanischer Politiker
- Douglas Irwin (Eishockeyspieler) (* 1959), kanadisch-irischer Eishockeyspieler und -trainer
- Douglas A. Irwin (* 1962), US-amerikanischer Wirtschaftswissenschaftler
- Edward M. Irwin (1869–1933), US-amerikanischer Politiker
- Francis Xavier Irwin (1934–2019), US-amerikanischer Geistlicher, Weihbischof in Boston
- Frederick Irwin (1794–1860), britischer Soldat und Kolonialgouverneur
- George R. Irwin (1907–1998), US-amerikanischer Ingenieur
- Hale Irwin (* 1945), US-amerikanischer Golfer
- Haley Irwin (* 1988), kanadische Eishockeyspielerin
- Harvey Samuel Irwin (1844–1916), US-amerikanischer Politiker
- Inez Haynes Irwin (1873–1970), US-amerikanisch-brasilianische Schriftstellerin und Frauenrechtlerin
- James Irwin (1930–1991), US-amerikanischer Astronaut
- Jamie Irwin (1937–2005), australischer Politiker (Liberal Party), Präsident des South Australian Legislative Council
- Jan Irwin (* 1957), australische Badmintonspielerin
- Jared Irwin (Politiker, 1750) (1750–1818), britisch-amerikanischer Politiker (Georgia)
- Jared Irwin (Politiker, 1768) (1768–1818), britisch-amerikanischer Politiker (Pennsylvania)
- Jennifer Irwin (* 1968), kanadische Schauspielerin
- Jim Irwin (Moderator) (1934–2012), US-amerikanischer Moderator und Stadionsprecher
- John Irwin (General) (1727/1728–1788), britischer Heeresoffizier und Politiker
- John Keith Irwin (1929–2010), US-amerikanischer Soziologe
- John N. Irwin (1847–1905), US-amerikanischer Politiker
- John N. Irwin II (1913–2000), US-amerikanischer Diplomat
- John T. Irwin (1940–2019), US-amerikanischer Literaturkritiker
- Jonnie Irwin (1973–2024), britischer Moderator
- Julia Irwin (* 1951), australische Politikerin
- Juno Irwin (1928–2011), US-amerikanische Wasserspringerin
- Kenny Irwin (1969–2000), US-amerikanischer Rennfahrer
- Kevin William Irwin (* 1946), US-amerikanischer römisch-katholischer Theologe
- Lauren Irwin (* 1998), britische Ruderin
- Madison Irwin (* 1991), kanadische Skirennläuferin
- Malcolm Robert Irwin (1897–1987), US-amerikanischer Agrarwissenschaftler und Genetiker
- Margaret Irwin (Gewerkschafterin) (1858–1940), schottisch-britische Suffragette, Autorin und Gewerkschaftlerin
- Margaret Irwin (Schriftstellerin) (1889–1967), englische Schriftstellerin
- Mark Irwin (* 1950), kanadischer Kameramann
- Mary Irwin-Gibson (* 1955), kanadische anglikanische Bischöfin
- Mary Jane Irwin (* 1949), amerikanische Informatikerin und Professorin
- Matt Irwin (* 1987), kanadischer Eishockeyspieler
- May Irwin (1862–1938), kanadische Sängerin und Schauspielerin
- Michael Patrick Stuart Irwin (1925–2017), britisch-rhodesischer Ornithologe
- Noel Irwin (1892–1972), britischer Offizier
- Pat Irwin (* 1955), US-amerikanischer Komponist und Musiker
- Robert Irwin (Politiker) (1865–1941), kanadischer Händler und Politiker
- Robert Irwin (Sänger) (1905–1983), irischer Sänger (Bariton)
- Robert Irwin (Künstler) (1928–2023), US-amerikanischer Maler und Installationskünstler
- Robert Clarence Irwin (* 2003), australische Reality-TV-Persönlichkeit, Tierschützer und Autor
- Robert Irwin (Historiker) (1946–2024), britischer Historiker und Autor
- Robert McKee Irwin (* 1962), US-amerikanischer Lateinamerikanist
- Robert Walker Irwin (1844–1925), US-amerikanischer Geschäftsmann und Diplomat
- Robert Walker Irwin (1844–1925), amerikanischer Geschäftsmann und Diplomat
- Rodney Irwin (* 1941), kanadischer Diplomat
- Stafford LeRoy Irwin (1893–1955), US-amerikanischer Offizier
- Stan Irwin († 2015), US-amerikanischer Künstlermanager und Showproduzent
- Stephanie Irwin (* 1990), kanadische Skirennläuferin
- Steve Irwin (Stephen Robert Irwin; 1962–2006), australischer Doku-Moderator und Zoodirektor
- Steve Irwin (Rugbyspieler) (Steven Irwin; * 1983), australischer Rugby-League-Spieler
- Terence Irwin (* 1947), britischer Philosophiehistoriker
- Thomas Irwin (1785–1870), US-amerikanischer Politiker
- Tina Busse-Irwin (* 1981), kanadische Dressurreiterin
- Tom Irwin (* 1956), US-amerikanischer Schauspieler
- William Irwin (1827–1886), US-amerikanischer Politiker
- Will Irwin (William Henry Irwin, 1873–1948), US-amerikanischer Schriftsteller und Journalist
- William Wallace Irwin (1803–1856), US-amerikanischer Politiker